# Ngàn năm áo mũ
Ngàn năm áo mũ, với tiêu đề Lịch sử trang phục Việt Nam giai đoạn 1009–1945, là tên một cuốn sách khảo cứu về trang phục của người Việt Nam phát hành năm 2013, dày hơn 400 trang, do Nhà xuất bản Thế giới và Công ty Nhã Nam phát hành, là kết quả sau "ba năm lao động trí óc" của tác giả Trần Quang Đức.

## Tác giả
Trần Quang Đức sinh năm 1985, là một nhà nghiên cứu độc lập, dịch giả Trung – Việt, từng công tác tại Viện Văn học trong khoảng thời gian 2012–2014. Trước khi về Viện Văn học, Trần Quang Đức học tại Đại học Ngoại ngữ (thuộc Đại học Quốc gia Hà Nội), sau đó du học và tốt nghiệp Đại học Bắc Kinh năm 2009. Từ năm 2010 đến 2012, trong quá trình công tác tại phòng Tu thư thuộc Công ty Cổ phần Văn hóa và Truyền thông Nhã Nam, Trần Quang Đức bắt tay khởi thảo cuốn Ngàn năm áo mũ. Anh quan niệm: "Nhìn lại quá khứ, chúng ta không thể thù ghét quá khứ. Với những gì trong quá khứ thì thế hệ sau cần phải tôn trọng chứ không phải rũ sạch. Bởi nếu giờ ta không tôn trọng quá khứ của ta thì con cháu sau này cũng không tôn trọng ta".

## Nội dung
Ngàn năm áo mũ giải thích các kiểu dáng và quy chế các loại áo mũ được sử dụng trong cung đình và dân gian Việt Nam trong giai đoạn từ 1009–1945, trải dài từ thời Lý tới thời Trần, Lê sơ, Lê trung hưng, Tây Sơn và cuối cùng là thời Nguyễn.
Thứ nhất, về trang phục cung đình, khảo cứu lý giải nguyên do và phân tích mức độ mô phỏng trang phục Trung Hoa trong quy chế trang phục của các triều đại Việt Nam, mô tả chi tiết nhiều dạng trang phục như bộ Tế phục áo Cổn mũ Miện của các vị hoàng đế, các bộ Triều phục, Thường phục Lương quan, Củng Thần, Ô Sa, Bổ phục của bá quan hay Lễ phục Vĩ Địch, Phượng quan của hoàng hậu.
Kế đến, khảo cứu miêu tả chi tiết những kiểu trang phục dân gian phổ biến, không biến động nhiều như kiểu áo giao lĩnh, áo tứ thân, hay lối ăn mặc cởi trần đóng khố của đàn ông và yếm, váy giản tiện của phụ nữ.
Theo báo Công an Nhân dân, "Mỗi triều đại, tác giả lại chia ra làm 2 phần lớn: trang phục thường dân và trang phục cung đình. Trang phục cung đình lại được chia ra nhiều mảng nhỏ: Trang phục hoàng đế (lễ phục, triều phục, thường phục, quân phục); trang phục bá quan; trang phục hậu cung; trang phục quân đội… Không chỉ đưa ra đầy đủ hình dáng, hoa văn, màu sắc, tác giả còn miêu tả tỉ mỉ các phụ kiện đi kèm như hoa cài mũ, đai lưng, chi tiết của hài…"
Sách dày hơn 400 trang, có nhiều hình ảnh minh họa, cả những bức tranh có cách đây 600 năm, hay những bức tranh của người Nhật vẽ người Việt Nam cách nay 400 năm.
Tác giả cho rằng có hai tư tưởng lớn ảnh hưởng đến trang phục cung đình Việt Nam là tư tưởng Đế vương và quan niệm Hoa di (cho mình là người văn minh ở trung tâm), nền văn hóa cung đình ảnh hưởng lớn đến cấu trúc trang phục và trang phục của Việt Nam chịu nhiều ảnh hưởng của những quốc gia xung quanh, đặc biệt là từ Trung Quốc nhưng với tâm thức của người đứng ngang hàng.
Theo tác giả viết trong lời kết của sách: "Ngàn năm áo mũ thể hiện một góc nhìn lịch sử, tư tưởng, mỹ thuật Việt Nam thông qua dòng chảy biến thiên của văn hóa trang phục; đồng thời làm rõ những điểm tương đồng và khác biệt giữa trang phục Việt Nam so với trang phục của các nước đồng văn, đặc biệt là Trung Quốc". Nhà nghiên cứu Trịnh Bách nhận xét trong lời tựa sách: "Có lẽ đây là một trong những tập tài liệu văn hóa, lịch sử trang phục được nghiên cứu sâu và được biên soạn kỹ nhất ở Việt Nam, nếu không nói là quốc tế, cho đến nay".

## Quá trình thực hiện
Để tìm kiếm tư liệu cho cuốn sách, tác giả khai thác nhiều từ nguồn tư liệu Hán – Nôm hay các văn tự, văn vật cổ cùng thời ở cả trong và ngoài nước hơn là những hiện vật do người đời sau dựng nên, tác giả đã đọc tài liệu của nhiều nước như Trung Quốc, Hàn Quốc, Nhật Bản và đi thực tế cả Trung Quốc, Nhật Bản, Hàn Quốc.
Để chỉ ra sai lầm nhìn nhận trang phục các triều đại trước nhà Nguyễn bằng trang phục nhà Nguyễn của đa số mọi người, ví dụ, khảo cứu đã chỉ ra rằng người Lê trung hưng thường mặc áo giao lĩnh, xoã tóc dài, đôi khi dùng khăn phủ đầu. Điển hình có Phùng Khắc Khoan đi sứ nhà Minh đã được sứ thần Triều Tiên Lý Toái Quang miêu tả: xoã tóc dài, dùng một tấm khăn phủ lên đầu trông tựa nhà sư.

## Phát hành
Ngàn năm áo mũ được Nhã Nam và Nhà xuất bản Thế giới phát hành vào ngày 29 tháng 5 năm 2013 tại Hội chợ Sách hè năm 2013 của Nhã Nam tổ chức ở Hà Nội. Tối ngày 31 tháng 5 năm 2013, tác giả có buổi giao lưu và ký tặng sách cho độc giả. Chỉ trong 2 tuần đầu phát hành, 1000 cuốn sách đã bán hết và sách được in thêm.